# آین سپیک
آین سپیک (استونیایی: Ain Seppik؛ زادهٔ ۱۲ مارس ۱۹۵۲) سیاستمدار اهل استونی است. وی از سال ۲۰۰۲ تا ۲۰۰۳ وزیر کشور استونی بوده است.